# Биркемосе, Арне
Арне Биркемосе (дат. Arne Birkemose, Пустой шаблон {{ВД-Преамбула}} ) — датский шоссейный и трековый велогонщик. Серебряный (2017, 2019, 2021, 2022) и бронзовый (2019, 2020, 2022, 2023) призёр чемпионата Дании по трековому велоспорту.

## Карьера
Арне Биркемосе ещё в детстве начал заниматься велоспортом и в 2007—2008 годах выступал за местный клуб Svendborg Cykle Club, после чего в 2009 году присоединился к оденсской команде Cykling Odense, где тренировался до 2014 года. В юности Биркемосе получил спортивное образование — в 2013—2014 годах он учился в спортивной школе Vejle Idrætsefterskole (Вайле Идратсефтерсколе). В 2015 году Арне вошёл в состав датской юниорской команды Team Mascot Workwear Campus Vejle, созданной при поддержке компании Mascot Workwear и учебного кампуса Вайле. В составе этой юниорской команды Биркемосе набирался опыта на национальных соревнованиях и входил в юниорскую сборную Дании по трековому велоспорту.
Завершив юниорскую карьеру, Биркемосе в 2017 году выступал за датский клуб Herning Cykle Klub. В этот период он начал специализироваться в трековых дисциплинах и завоевал свою первую медаль на национальном уровне: серебро чемпионата Дании по трековому велоспорту 2017 года в командной гонке преследования. Стремясь получить международный опыт, Арне переехал в Бельгию и в 2018—2019 годах выступал за бельгийскую любительскую команду Mysenlan-Spie-Douterloigne (в 2019 году — под названием Mysenlan-Baboco-Douterloigne). В эти годы он регулярно соревновался на треке в Европе. Так, вместе с напарником Андерсом Фюнбо он выиграл общий зачёт юниорского Кубка на Шестидневке Берлина 2019 и стал призёром молодёжного зачёта на шестидневке в Генте. Кроме того, Арне стабильно входил в число сильнейших на национальных первенствах: в 2019 году он завоевал три медали чемпионата Дании на треке — серебро в командной гонке преследования, а также бронзовые медали в индивидуальной гонке преследования и гит.
С 2020 года Биркемосе выступал за датскую континентальную команду Team IBT, сначала под названием Team IBT-Ridley Carl Ras-Sydkysten (2020), а затем Team IBT-BH Carl Ras (2021). В этот период он продолжал выступать на шоссе и треке, сосредоточившись на последнем. Летом 2020 года Арне занял третье место в омниуме на чемпионате Дании по трековому велоспорту. Осенью того же года он представлял Данию на молодёжном чемпионате Европы по трековому велоспорту в Фьоренцуоле и занял 9-е место в гонке по очкам среди андеров (U23). В ноябре 2020 года Биркемосе вместе с Андерсом Фюнбо завоевал бронзовую медаль чемпионата Дании в мэдисоне.
В 2021 году Арне повторил успех в мэдисоне, поднявшись на вторую ступень пьедестала национального чемпионата (в паре с Фюнбо).
В 2022 году Биркемосе перешёл в новую команду Team Nyt Syn powered by Fialla. На чемпионате Дании 2022 года он вновь выиграл несколько медалей на треке — в частности, стал серебряным призёром в командной гонке преследования и бронзовым — в мэдисоне и гите.
В 2023 году Арне Биркемосе вернулся в клуб Cykling Odense, за который продолжает выступать на национальных соревнованиях.

## Достижения

### Трек
2016
3-й на Ballerup Super Arena среди юниоров — скрэтч
2017
2-й на чемпионате Дании — командная гонка преследования (с Йеспером Мёркёвом, Юлиусом Йохансеном и Кристианом Эриксеном)
2019
3-й на чемпионате Дании — гит
3-й на чемпионате Дании — индивидуальная гонка преследования
2-й на чемпионате Дании — командная гонка преследования (с Фредериком Эгеусом, Андерсом Фюнбо и Тобиасом Конгстадом)
2020
3-й на чемпионате Дании — командная гонка преследования (с Андерсом Фюнбо, Беньямином Гертсом и Маркусом Ньором)
3-й на чемпионате Дании — мэдисон (с Андерсом Фюнбо)
3-й на чемпионате Дании — омниум
2021
2-й на чемпионате Дании — мэдисон (с Андерсом Фюнбо)
2022
3-й на чемпионате Дании — гит
2-й на чемпионате Дании — командная гонка преследования (с Андерсом Фюнбо, Маркусом Ньором и Оскаром Винклером)
2-й на чемпионате Дании — мэдисон (с Себастьяном Йулем)
2023
3-й на чемпионате Дании — гит

### Шоссе
2016
Youth Tour
6-й на 2-м этапе
5-й на 3-м этапе
9-й в генеральной классификации
7-й на 2-м этапе Тура Химмельфарта
4-й на 1-м этапе Трёх дней Акселя
8-й на чемпионате Дании среди юниоров — индивидуальная гонка
2018
5-й на Roeselare Wijk de Ruyter
9-й на Nyborg — Bording Cup
6-й на Nakskov TT
2020
9-й на Skive Gadeløb
7-й на Elite DM Parløb
2021
6-й на ABC Linjeløb
2023
9-й на Kriterium Frederikshøj